# Cuchía
Cuchía es una localidad del municipio de Miengo (Cantabria, España). Cuchía está situado a 2 kilómetros de Miengo (capital municipal). La localidad cuenta con 621 habitantes (INE 2018). Es una localidad costera cuya altitud es de 19 metros.

La zona cuenta con gran reclamo turístico en verano por la presencia de dos playas importantes, la playa de Cuchía y la playa de los Caballos.
La localidad también cuenta con el colegio Marzán, un circuito de motocross(ya no), un camping y el campo de fútbol del equipo municipal, el f. c
. Miengo. La fiesta de San Juan, que se celebra el día 24 de junio, es la más conocida de la localidad.

## Historia
Los primeros testimonios de población en Cuchía nos llevan al Paleolítico. El yacimiento y cueva de la Pila, situados donde luego se estableció la cantera de Solvay, han proporcionado una gran cantidad de piezas arqueológicas, algunas de las cuales se conservan en el Museo de Altamira. Estos primeros pobladores de Cuchía, que aprovecharon el abrigo de las cuevas en la roca caliza, se dedicaban a la caza de ciervos y jabalíes en los montes cercanos y a la pesca y al marisqueo en las inmediaciones de la ría. La cueva desapareció por las voladuras de la cantera en el año 1988, provocando esta actividad minera un importante impacto sobre todo el yacimiento.
En el paisaje natural de Cuchía también hay que destacar una gran extensión de dunas formadas por la acción del viento en la hondonada que queda entre la sierra y las estribaciones del monte Centinela. Estas dunas formadas por el viento del noroeste tienen una extensión de 1.300 metros de largo por 200 metros de anchura. A lo largo de la historia han sufrido diferentes alteraciones hasta que se procedió a su restauración con plantación de especies autóctonas y un trazado de sendas y caminos. Una actuación que los expertos no dudan en calificar como una excelente muestra de un campo de dunas regeneradas.
No muy lejos de estas dunas fue donde se originó el pueblo de Cuchía. En la Edad Media alrededor de la iglesia de San Juan Bautista, con el precedente también de la extracción de sal, al igual que sucedía en Miengo en el siglo IX.
Desde tiempos muy antiguos tuvo Cuchía su propia identidad como pueblo, aunque Miengo y Cuchía, como dos barrios independientes, llegaron a formar un mismo concejo durante un tiempo. De la iglesia de San Juan Bautista se tiene noticia por lo menos desde principios del siglo XII, cuando ya estaban prácticamente en pie todas las parroquias de nuestro municipio.
En el desarrollo de Cuchía pudo influir a lo largo de los siglos el estar en un saliente algo alejado de las principales vías de comunicación. Entre 1750 y 1850 la población de Cuchía retrocedió, pasando de 34 a 21 vecinos. Mediado el siglo XIX vivían en todo el pueblo 63 personas. En 1900, con 86 habitantes, llegó estar por debajo de Gornazo y Bárcena de Cudón, con la menor población de todo el municipio.
Sin embargo, Cuchía experimentó un crecimiento espectacular entre 1900 y 1950, multiplicándose por cuatro el número de habitantes hasta llegar a los 339 en 1950, un enorme desarrollo inducido, en gran medida, por la puesta en marcha de la cantera en la segunda década del siglo XX.
A partir de los años 50 la población de Cuchía se estabilizó durante 40 años entre los 300 y los 400 habitantes. Sin embargo, en los años 90 ha vuelto a crecer sin interrupción hasta los más de 700 que hay en la actualidad, gracias a la mejora de las comunicaciones, a la dotación de servicios y al atractivo de sus recursos naturales para los nuevos residentes. De esta forma, Cuchía ha pasado de ser el pueblo con menor número de habitantes en 1900 a ser el tercero por detrás de Mogro y Miengo.

## Patrimonio
- Iglesia medieval de San Juan Bautista.

## Enlaces externos

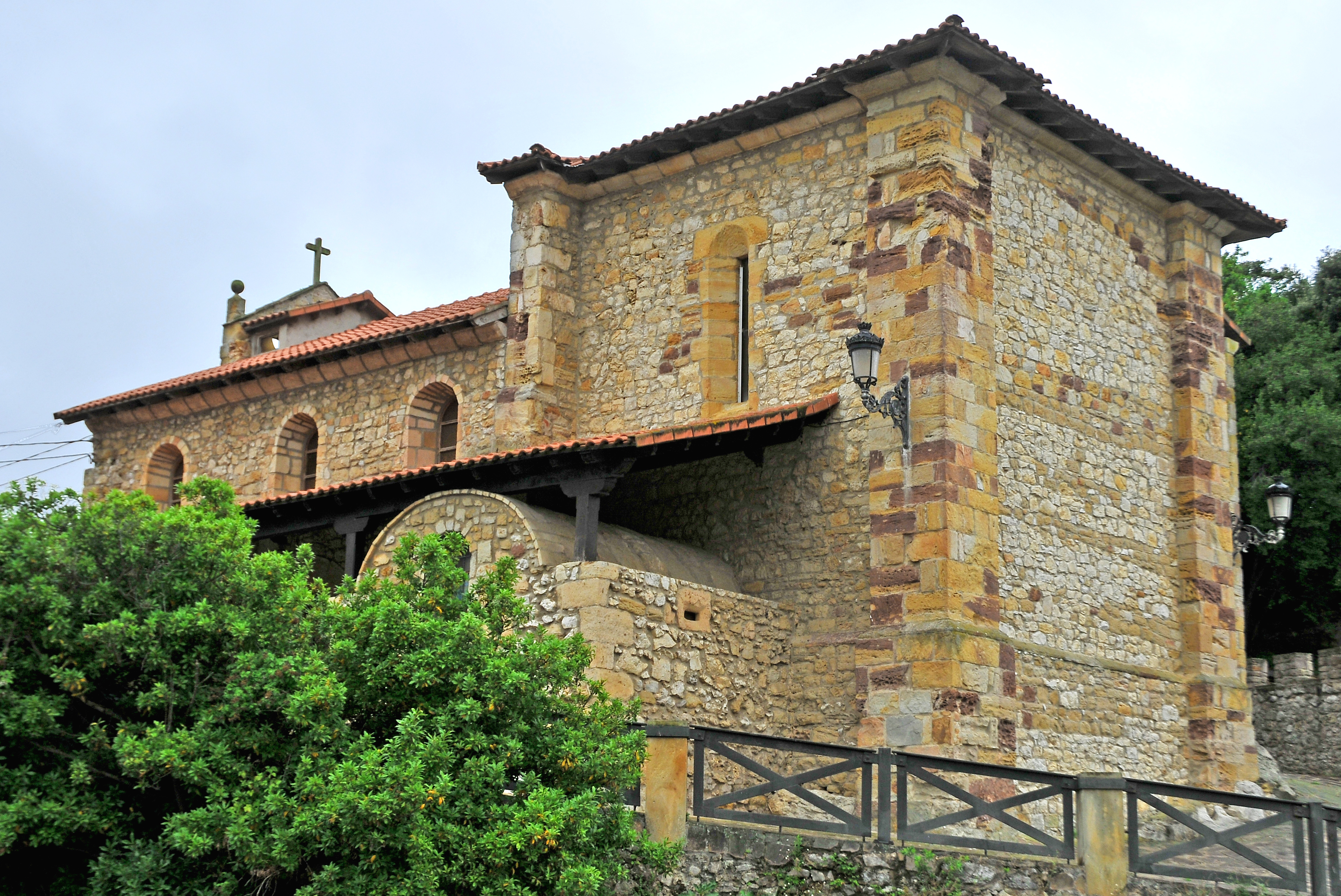
Iglesia de San Juan